# Macrozamia douglasii
Macrozamia douglasii — вид голонасінних рослин класу саговникоподібні (Cycadopsida).
Етимологія: вшанування скотаря і політика Джона Дугласа (John Douglas, 1828–1904), прем'єр-міністра штату Квінсленд 1877-1880 і колекціонера типового зразка.

## Опис
Рослини деревовиді, стовбур 0–0,6 м заввишки, 40–70 см діаметром. Листя 30–100 в кроні, темно-зелені, глянсові, завдовжки 160—340 см, з 120—200 листовими фрагментами; хребет не спірально закручений, прямий; черешок завдовжки 45–65 см, прямий. Листові фрагменти прості; середні — завдовжки 270—380 мм, 7–12 мм завширшки. Насіннєві шишки вузько яйцевиді, завдовжки 40–50 см, 15–18 см діаметром. Насіння довгасті, завдовжки 36–40 мм, 24–27 мм завширшки; саркотеста помаранчева, або червона.

## Поширення, екологія
Країни поширення: Австралія (Квінсленд). Відбувається при низьких висотах від поверхні моря, до 150 м. Цей вид росте у високих світлих лісах на старих прибережних дюнах, вздовж струмків і на околицях лісу.

## Загрози та охорона
Немає великих загроз для цього виду. Рослини зустрічаються в англ. Great Sandy National Park. 